# Tsararova
Tsararova is een plaats en commune in het noordwesten van Madagaskar, behorend tot het district Tsaratanana, dat gelegen is in de regio Betsiboka. Tijdens een volkstelling in 2001 telde de plaats 7.206 inwoners.
De plaats biedt naast lager onderwijs ook middelbaar onderwijs aan. 60 % van de bevolking werkt als landbouwer en 39 % houdt zich bezig met veeteelt. Het belangrijkste landbouwproduct is rijst; andere belangrijke producten zijn mais en maniok. Verder is 1% actief in de dienstensector.